# Donald B. Redford
Donald B. Redford   (Toronto, 2 de setembre de 1934 - State College, 18 d'octubre de 2024) va ser un influent egiptòleg i arqueòleg canadenc, professor d'Estudis Antics i Clàssics Mediterranis a la Universitat Estatal de Pennsilvània. Va dirigir diverses excavacions importants a Egipte, principalment a Karnak i Mendes. Juntament amb la seva esposa, va ser director de l'Akhenaten Temple Project.
També va ser autor d'algunes polèmiques teories pel que fa a la Bíblia i la història. Exposà que les vivències dels hicsos a Egipte constitueixen el nucli central dels mites de la cultura cananea, portats a la història de Moisès. Argumenta que molts dels detalls de la història de l'Èxode són més coherents en el segle vii aC, molt temps després de l'època de rei David, i abans de quan és descrit l'esdeveniment. Aquesta visió va ser exposada a The Bible Unearthed, escrita per Israel Finkelstein i Neil Silberman.

## Publicacions
- History and Chronology of the 18th dynasty of Egypt: Seven studies. Toronto: University Press, 1967.
- Akhenaten: The Heretic King. Princeton: University Press, 1984
- Pharaonic King-Lists, Annals, and Day-Books: A Contribution to the Study of the Egyptian Sense of History, SSEA Publication IV (Mississauga, Ontario: Benben Publications) 1986
- Egypt, Canaan, and Israel in Ancient Times. Princeton: Princeton University Press, 1992. ISBN 0-691-00086-7.
- The Wars in Syria and Palestine of Thutmose III, [Culture and History of the Ancient Near East 16]. Leiden: Brill, 2003. ISBN 90-04-12989-8